# Гідростатична рівновага

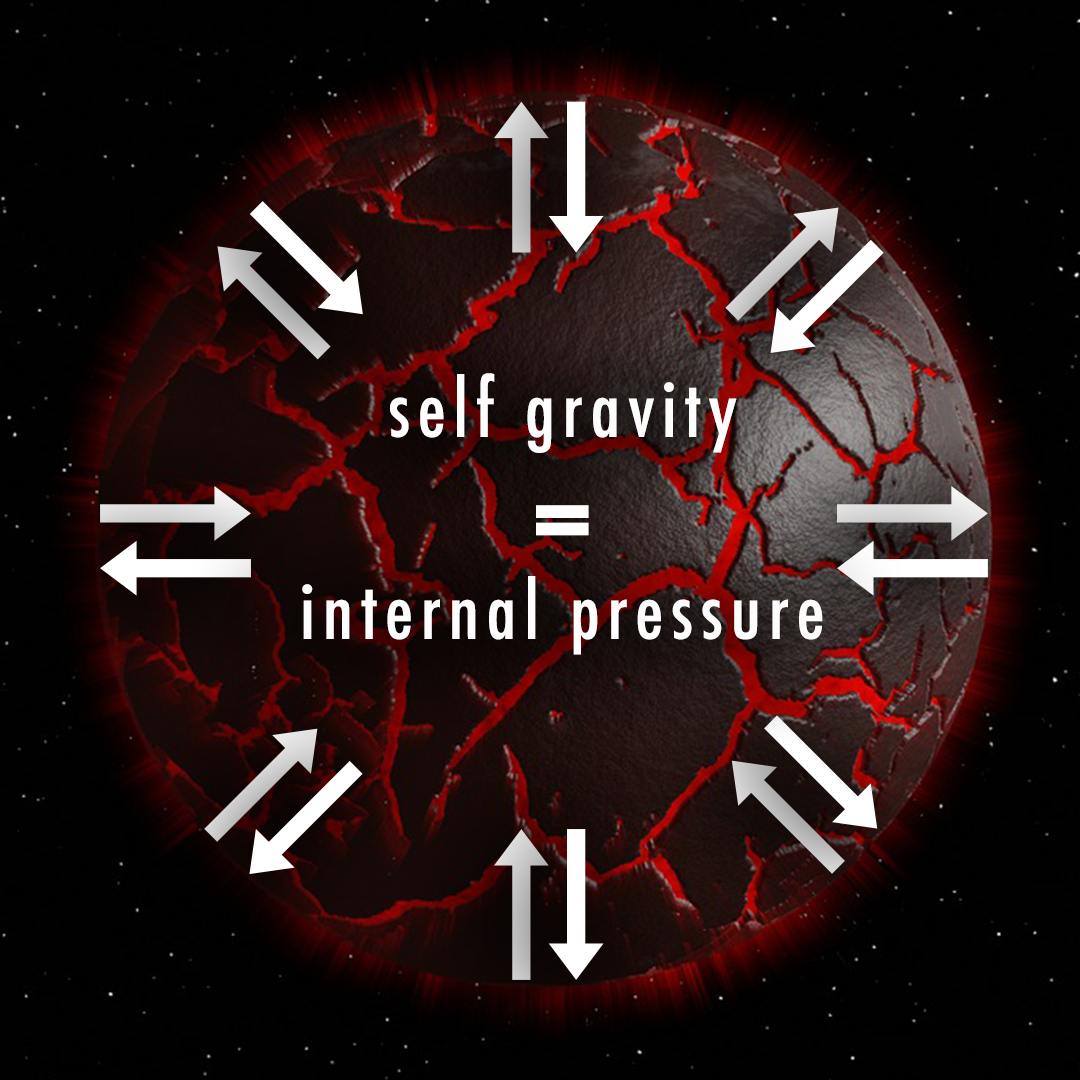
Ілюстрація новоутвореної планети в стані гідростатичної рівноваги: самогравітація (self gravity) = внунрішній тиск (internal pressure).

У механіці рідин гідростатична рівновага (гідростатична рівновага, гідростазія) — це стан спокою рідини або пластичного твердого тіла, який виникає, коли зовнішні сили, такі як сила тяжіння, врівноважуються силою градієнта тиску. Так, у планетарній фізиці Землі сила градієнта тиску перешкоджає гравітації згорнути планетарну атмосферу в тонку щільну оболонку, тоді як гравітація перешкоджає силі градієнта тиску розповсюджувати атмосферу у відкритий космос.
Гідростатична рівновага є критерієм відмінності між карликовими планетами та малими тілами Сонячної системи. Ця рівновага є  ключовою особливістю астрофізики планет та планетарної геології. Зазначена кваліфікація рівноваги вказує на те, що форма об’єкта є симетрично заокругленою, здебільшого через обертання в еліпсоїд, де будь-які нерівні особливості поверхні є наслідком відносно тонкої твердої кори. Окрім Сонця, у Сонячній системі підтверджено існування близько дюжини рівноважних об’єктів.

## Математичний розгляд

Якщо виділений об’єм рідини не прискорюється, сили, що діють на нього вгору, повинні дорівнювати силам, спрямованим вниз.

Для гідростатичної рідини на планеті:
{\displaystyle dP=-\rho (P)\cdot g(h)\cdot dh}

### Виведення із розподіл прикладених сил
Закони руху Ньютона стверджують, що об’єм рідини, який не рухається або рухається з постійною швидкостю, повинен мати нульову результуючу силу, прикладену до цього обʼєму. Це означає, що сумі сил, прикладеній до обʼєму рідини у будь-якому напрямку, має протистояти рівна сума сил у протилежному напрямку. Такий баланс сил, порикладений до рідини,   називається гідростатичною рівновагою.
Рідина може бути розділена на велику кількість паралелепіпедів (або прямокутних паралелепіпедів) елементів об'єму; розглядаючи один елемент, можна визначити дію сил на весь рідкий об'єкт.
До кожного паралелепіпеда рідини прикладено 3 сили:  1) сила внутрішнього тиску рідини зверху над паралелепіпеда, 2) така ж сила, що діє знизу на паралелепіпед, 3) вага рідини.
Сила тиску рідини, що діє на верїню грань паралелепіпеда, що діє з тиском P вниз на площу A грані, згідно з визначенням тиску дорівнює
{\displaystyle F_{\text{top}}=-P_{\text{top}}\cdot A}
Подібним чином сила, що діє на елемент об’єму від тиску рідини внизу, що штовхає вгору, дорівнює
{\displaystyle F_{\text{bottom}}=P_{\text{bottom}}\cdot A}
Нарешті, вага об'ємного елемента викликає силу, спрямовану вниз до центру тяжіння всього рідкого тіла. Якщо густина дорівнює ρ, об’єм V і прискорення вільного падіння g, тоді вага дорівнює:
{\displaystyle F_{\text{weight}}=-\rho \cdot g\cdot V}
Об’єм цього паралелепіпеда дорівнює площі верху або низу A, помноженій на висоту — формула для знаходження об’єму паралелепіпеда.
{\displaystyle F_{\text{weight}}=-\rho \cdot g\cdot A\cdot h}
Урівноважуючи ці сили, загальна сила, що діє на рідину, дорівнює
{\displaystyle \sum F=F_{\text{bottom}}+F_{\text{top}}+F_{\text{weight}}=P_{\text{bottom}}\cdot A-P_{\text{top}}\cdot A-\rho \cdot g\cdot A\cdot h}
При умові нульової швидкості паралелепіпеда рідини, як цілого, сума прикладених до нього дорівнює нулю. Тобто, розділивши ці сили на площу верхньої та нижньої грані A паралелепіпеда,
{\displaystyle 0=P_{\text{bottom}}-P_{\text{top}}-\rho \cdot g\cdot h}
Або
{\displaystyle P_{\text{top}}-P_{\text{bottom}}=-\rho \cdot g\cdot h}
P top − P bottom — це різниця тиску, а h — висота елемента об’єму — зміна відстані над землею.
Говорячи, що все відбувається з нескінченно тонким паралелепіпедом так, що h = dh, вираз для тиску, що діє на цей паралелепіпед, можна записати в диференціальній формі.
{\displaystyle dP=-\rho \cdot g\cdot dh}
Щільність змінюється з тиском, а гравітація змінюється з висотою, тому рівняння виглядатиме так:
{\displaystyle dP=-\rho (P)\cdot g(h)\cdot dh}

### Виведення рівнянь Нав’є–Стокса
Зауважте, нарешті, що це останнє рівняння можна отримати, розв’язуючи тривимірні рівняння Нав’є–Стокса для ситуації рівноваги, де
{\displaystyle u=v={\frac {\partial p}{\partial x}}={\frac {\partial p}{\partial y}}=0}
Тоді єдиним нетривіальним рівнянням є {\displaystyle z} -рівняння, яке зараз читає
{\displaystyle {\frac {\partial p}{\partial z}}+\rho g=0}
Таким чином, гідростатичну рівновагу можна розглядати як особливо простий рівноважний розв’язок рівнянь Нав’є–Стокса.

### Виведення із загальної теорії відносності
Підключаючи тензор енергії-імпульсу для ідеальної рідини
{\displaystyle T^{\mu \nu }=(\rho c^{-2}+P)u^{\mu }u^{\nu }+Pg^{\mu \nu }}
в рівняння поля Ейнштейна
{\displaystyle R_{\mu \nu }={\frac {8\pi G}{c^{4}}}\left(T_{\mu \nu }-{\frac {1}{2}}g_{\mu \nu }T\right)}
і використовуючи умову збереження
{\displaystyle \nabla _{\mu }T^{\mu \nu }=0}
можна вивести рівняння Толмена–Оппенгеймера–Волкова для структури статичної, сферично-симетричної релятивістської зірки в ізотропних координатах:
{\displaystyle {\frac {dP}{dr}}=-{\frac {GM(r)\rho (r)}{r^{2}}}\left(1+{\frac {P(r)}{\rho (r)c^{2}}}\right)\left(1+{\frac {4\pi r^{3}P(r)}{M(r)c^{2}}}\right)\left(1-{\frac {2GM(r)}{rc^{2}}}\right)^{-1}}
На практиці Ρ і ρ пов'язані рівнянням стану виду f ( Ρ, ρ ) = 0, де f характерний для складу зірки. M ( r ) — розшарування сфер, зважених за густиною маси ρ ( r ), причому найбільша сфера має радіус r:
{\displaystyle M(r)=4\pi \int _{0}^{r}dr'r'^{2}\rho (r').}
Згідно зі стандартною процедурою визначення нерелятивістської межі, ми покладаємо c →∞, так що фактор
{\displaystyle \left(1+{\frac {P(r)}{\rho (r)c^{2}}}\right)\left(1+{\frac {4\pi r^{3}P(r)}{M(r)c^{2}}}\right)\left(1-{\frac {2GM(r)}{rc^{2}}}\right)^{-1}\rightarrow 1}
Тому в нерелятивістській межі рівняння Толмена–Опенгеймера–Волкова зводиться до гідростатичної рівноваги Ньютона:
{\displaystyle {\frac {dP}{dr}}=-{\frac {GM(r)\rho (r)}{r^{2}}}=-g(r)\,\rho (r)\longrightarrow dP=-\rho (h)\,g(h)\,dh}
(ми зробили тривіальну зміну позначення h = r і використовували f ( Ρ, ρ ) = 0, щоб виразити ρ через P ). Подібне рівняння можна обчислити для обертових осесиметричних зірок, яке у своїй калібрувально-незалежній формі виглядає так:
{\displaystyle {\frac {\partial _{i}P}{P+\rho }}-\partial _{i}\ln u^{t}+u_{t}u^{\varphi }\partial _{i}{\frac {u_{\varphi }}{u_{t}}}=0}
На відміну від рівняння рівноваги TOV, це два рівняння (наприклад, якщо, як зазвичай, при розгляді зірок, вибирають сферичні координати як базові координати {\displaystyle (t,r,\theta ,\varphi )}, індекс i виконується для координат r і {\displaystyle \theta } ).

## Додатки

### Рідини
Гідростатична рівновага відноситься до гідростатики та принципів рівноваги рідин. Гідростатичні ваги — це спеціальні ваги для зважування речовин у воді. Гідростатичний баланс дозволяє виявити їх питому вагу. Ця рівновага строго застосовна, коли ідеальна рідина перебуває в постійному горизонтальному ламінарному потоці, і коли будь-яка рідина перебуває в стані спокою або у вертикальному русі з постійною швидкістю. Це також може бути задовільним наближенням, коли швидкість потоку є достатньо низькою, щоб прискорення було незначним.
У будь-якому даному шарі зірки існує гідростатична рівновага між зовнішнім тепловим тиском знизу та вагою матеріалу, що тисне вгору. Ізотропне гравітаційне поле стискає зірку до максимально компактної форми. Обертова зірка в гідростатичній рівновазі є сплюснутим сфероїдом до певної (критичної) кутової швидкості. Надзвичайним прикладом цього явища є зірка Вега, період обертання якої становить 12,5 години. Отже, Вега приблизно на 20% більша на екваторі, ніж на полюсах. Зірка з кутовою швидкістю вище критичної кутової швидкості стає еліпсоїдом Якобі, і при ще швидшому обертанні вона стає не еліпсоїдною, а грушоподібною або яйцеподібною, з іншими формами поза ними, хоча форми за межами масштабу нестабільні.
Якщо поруч із зіркою є масивний об’єкт-супутник, тоді в гру також вступають приливні сили, які спотворюють зірку в масштабну форму, коли лише обертання перетворює її на сфероїд. Прикладом цього є Beta Lyrae.
Гідростатична рівновага також важлива для внутрішньокластерного середовища, де воно обмежує кількість рідини, яка може бути присутня в ядрі скупчення галактик.
Ми також можемо використовувати принцип гідростатичної рівноваги для оцінки дисперсії швидкостей темної матерії в скупченнях галактик. Рентгенівське випромінювання випромінює лише баріонна матерія (точніше, її зіткнення). Абсолютна рентгенівська світність одиниці об’єму набуває вигляду {\displaystyle {\mathcal {L}}_{X}=\Lambda (T_{B})\rho _{B}^{2}} де {\displaystyle T_{B}} і {\displaystyle \rho _{B}} – температура і щільність баріонної речовини, а {\displaystyle \Lambda (T)} є деякою функцією температури та фундаментальних констант. Баріонна густина задовольняє наведене вище рівняння {\displaystyle dP=-\rho gdr}:
{\displaystyle p_{B}(r+dr)-p_{B}(r)=-dr{\frac {\rho _{B}(r)G}{r^{2}}}\int _{0}^{r}4\pi r^{2}\,\rho _{M}(r)\,dr.}
Інтеграл є мірою повної маси кластера, с {\displaystyle r} це належна відстань до центру кластера. Використання закону ідеального газу {\displaystyle p_{B}=kT_{B}\rho _{B}/m_{B}} ( {\displaystyle k} є постійною Больцмана і {\displaystyle m_{B}} є характерною масою частинок баріонного газу) і перегрупуванням ми приходимо до
{\displaystyle {\frac {d}{dr}}\left({\frac {kT_{B}(r)\rho _{B}(r)}{m_{B}}}\right)=-{\frac {\rho _{B}(r)G}{r^{2}}}\int _{0}^{r}4\pi r^{2}\,\rho _{M}(r)\,dr.}
Множення на {\displaystyle r^{2}/\rho _{B}(r)} і диференціювання щодо {\displaystyle r} врожайність
{\displaystyle {\frac {d}{dr}}\left[{\frac {r^{2}}{\rho _{B}(r)}}{\frac {d}{dr}}\left({\frac {kT_{B}(r)\rho _{B}(r)}{m_{B}}}\right)\right]=-4\pi Gr^{2}\rho _{M}(r).}
Якщо ми зробимо припущення, що частинки холодної темної матерії мають ізотропний розподіл швидкостей, то той самий висновок буде застосовано до цих частинок та їх густини. {\displaystyle \rho _{D}=\rho _{M}-\rho _{B}} задовольняє нелінійне диференціальне рівняння
{\displaystyle {\frac {d}{dr}}\left[{\frac {r^{2}}{\rho _{D}(r)}}{\frac {d}{dr}}\left({\frac {kT_{D}(r)\rho _{D}(r)}{m_{D}}}\right)\right]=-4\pi Gr^{2}\rho _{M}(r).}
Маючи ідеальні рентгенівські дані та дані про відстань, ми могли б обчислити щільність баріонів у кожній точці скупчення, а отже, щільність темної матерії. Тоді ми могли б розрахувати дисперсію швидкості {\displaystyle \sigma _{D}^{2}} темної матерії, яку дає
{\displaystyle \sigma _{D}^{2}={\frac {kT_{D}}{m_{D}}}.}
Коефіцієнт центральної щільності {\displaystyle \rho _{B}(0)/\rho _{M}(0)} залежить від червоного зсуву {\displaystyle z} кластера і задано
{\displaystyle \rho _{B}(0)/\rho _{M}(0)\propto (1+z)^{2}\left({\frac {\theta }{s}}\right)^{3/2}}
де {\displaystyle \theta } – кутова ширина кластера і {\displaystyle s} відповідну відстань до кластера. Значення співвідношення коливаються від 0,11 до 0,14 для різних опитувань.

### Планетарна геологія
Поняття гідростатичної рівноваги також стало важливим для визначення того, чи є астрономічний об'єкт планетою, карликовою планетою чи малим тілом Сонячної системи. Згідно з визначенням планети, прийнятим Міжнародним астрономічним союзом у 2006 році, однією з визначальних характеристик планет і карликових планет є те, що вони є об’єктами, які мають достатню гравітацію, щоб подолати власну жорсткість і встановити гідростатичну рівновагу. Таке тіло часто матиме диференційовану внутрішню частину та геологію світу ( планемо ), хоча майже гідростатичні або раніше гідростатичні тіла, такі як протопланета 4 Веста, також можуть бути диференційовані, а деякі гідростатичні тіла (зокрема, Каллісто ) не мають повністю диференційовані з моменту їх утворення. Часто рівноважна форма є сплюснутим сфероїдом, як у випадку із Землею. Однак у випадках супутників на синхронній орбіті майже односпрямовані приливні сили створюють масштабний еліпсоїд. Крім того, передбачувана карликова планета Haumea є масштабною через її швидке обертання, хоча зараз вона може не перебувати в рівновазі.
Раніше вважалося, що крижаним об’єктам потрібна менша маса для досягнення гідростатичної рівноваги, ніж кам’янистим об’єктам. Найменшим об'єктом, який, здається, має рівноважну форму, є крижаний місяць Мімас на 396 км, тоді як найбільшим крижаним об’єктом, який, як відомо, має явно нерівноважну форму, є крижаний супутник Протей на 420 км, а найбільшими скелястими тілами явно нерівноважної форми є астероїди Паллада і Веста приблизно в 520 км. Однак Мімас фактично не перебуває в гідростатичній рівновазі для свого поточного обертання. Найменшим тілом, яке підтверджено, що перебуває в гідростатичній рівновазі, є карликова планета Церера, яка крижана, на 945 км, тоді як найбільшим відомим тілом, яке має помітне відхилення від гідростатичної рівноваги, є Япет, який складається здебільшого з проникного льоду та майже не містить гірських порід. На 1469 км Япет не є ні сферичним, ні еліпсоїдним. Натомість він має дивну форму, схожу на волоський горіх, завдяки унікальному екваторіальному хребту . Деякі крижані тіла можуть перебувати в рівновазі принаймні частково через підповерхневий океан, що не є визначенням рівноваги, яке використовує IAU (гравітація, що долає внутрішні сили твердого тіла). Навіть більші тіла відхиляються від гідростатичної рівноваги, хоча вони еліпсоїдні: прикладом є Місяць Землі на 3474 км (переважно камінь), і планета Меркурій на 4880 км (в основному металеві) .
Тверді тіла мають неправильну поверхню, але локальні нерівності можуть відповідати глобальній рівновазі. Наприклад, масивна основа найвищої гори на Землі, Мауна-Кеа, деформувала та опустила рівень навколишньої кори, так що загальний розподіл маси наближається до рівноважного.

### Атмосферне моделювання
В атмосфері тиск повітря зменшується зі збільшенням висоти. Ця різниця тиску викликає висхідну силу, яка називається силою градієнта тиску. Сила тяжіння врівноважує це, утримуючи атмосферу на Землі та зберігаючи різницю тиску з висотою.

### Гемологія
Геммологи використовують гідростатичні ваги для визначення питомої ваги дорогоцінних каменів. Геммолог може порівняти питому вагу, яку вони спостерігають, із гідростатичним балансом зі стандартизованим каталогом інформації про дорогоцінні камені, допомагаючи їм звузити ідентифікацію або тип дорогоцінного каменю, що досліджується.

## Дивись також
- Список гравітаційно округлених об'єктів Сонячної системи ; список об’єктів, які мають округлу еліпсоїдну форму через власну гравітацію (але не обов’язково перебувають у гідростатичній рівновазі)
- Статика
- Експеримент із двома повітряними кулями

## Зовнішні посилання
- Стробел, Нік. (травень 2001 р.). Астрономічні нотатки Ніка Стробеля.
- Demonstration на YouTube   від Річарда Погге, Університет штату Огайо, факультет астрономії